# BarCamp

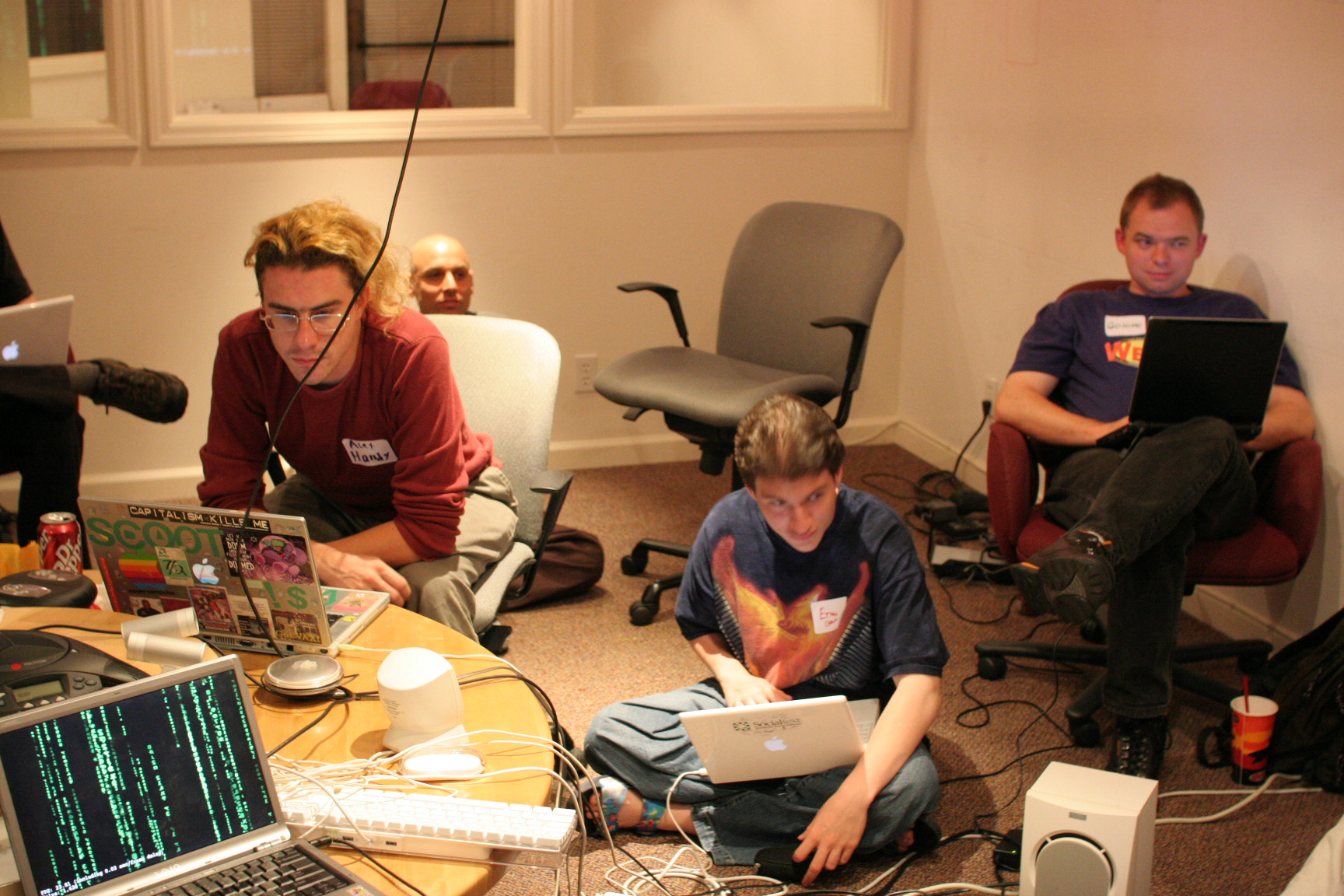
Participantes en un BarCamp

El BarCamp es una red internacional de "desconferencias" (eventos abiertos y participativos), cuyo contenido es provisto por los participantes. Se enfocan en aplicaciones web en estadios tempranos, tecnologías de código abierto y protocolos sociales. Sin embargo, este tipo de encuentros han ampliado su temática y actualmente incluyen eventos participativos y abiertos alrededor de temas sociales, artísticos, educativos... con fuertes componentes creativos e innovadores en los respectivos ámbitos.

## Historia

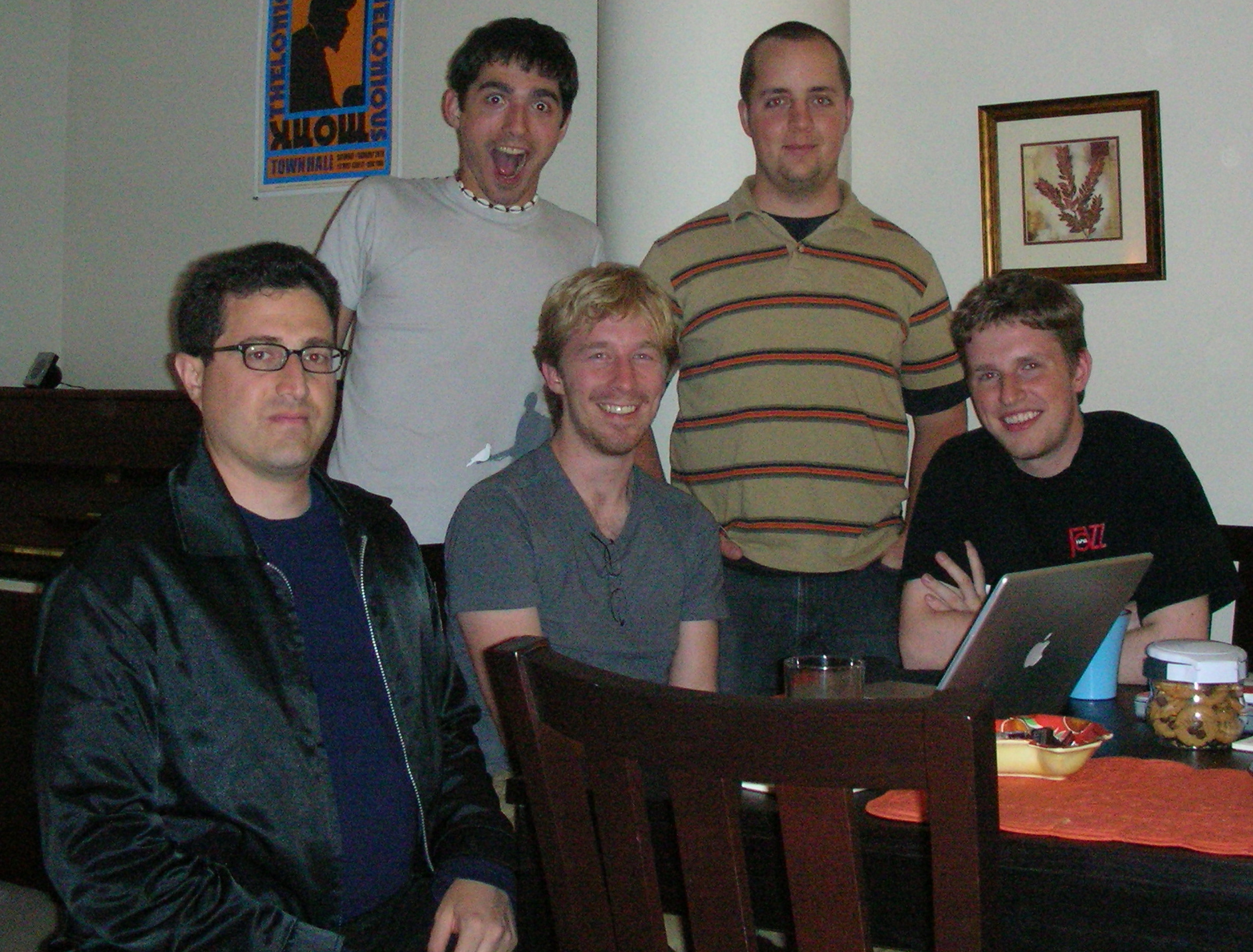
Cinco de los seis creadores del BarCamp: Tantek Çelik, Chris Messina, Ryan King, Andy Smith (termie) y Matt Mullenweg.

El nombre "BarCamp" proviene de un juego de palabras sobre los orígenes del evento, con referencia al término hacker Foobar. BarCamp surgió como una evolución del FooCamp, una "desconferencia" anual a la que se accede por invitación, patrocinada por la editorial emblemática del software libre O'Reilly.
El primer BarCamp tuvo lugar en Palo Alto, California, entre el 19 y el 21 de agosto de 2005 en las oficinas de Socialtext. Fue organizado en una semana y asistieron 200 personas.
Desde entonces se han celebrado BarCamps en más de 350 ciudades del mundo, en América del Norte, América del Sur, África, Europa, Oriente Medio, Oceanía y Asia.
El BarCamp más grande registrado ocurrió en enero de 2013 con más de 6.400 asistentes registrados confirmados en Rangún, Birmania (Mianmar).

## Influencia
Además de la red "BarCamp", surgida tras el primer evento, éste sirvió como modelo de "desconferencias" en otros campos más especializados como el WordCamp y el PodCamp. La implicación de figuras claves de la comunidad de desarrollo web como Tantek Çelik y Ross Mayfield ayudaron sin duda a su adopción.

## Estructura y proceso participativo
Un BarCamp se organiza y difunde principalmente por Internet, usando muchas herramientas de la Web 2.0. La filosofía es que cualquiera puede iniciar un BarCamp, basándose en la información de BarCamp wiki.

### Reglas de BarCamp
A pesar de la informalidad existen determinadas reglas:
1. Hablas sobre BarCamp
2. Blogeas sobre BarCamp
3. Si quiere presentar, debe llegar temprano para escribir el tema y nombre en un espacio vacío del tablero
4. Introducciones de máximo 3 palabras
5. Tantas presentaciones a la vez como las instalaciones lo permitan
6. Sin presentaciones pre-programadas, sin turistas
7. Las presentaciones van hasta donde tengan que ir o hasta que empiece el siguiente espacio de presentación.
8. Si esta es su primera vez en un BarCamp, DEBES hacer una presentación(OK, realmente no DEBES pero intenta encontrar a alguien con quien presentar o al menos haz preguntas y sé un participante que interactúe)

## Espíritu BarCamp
Una BarCamp, más allá de su estructura organizativa extremadamente flexible, debería contemplar un cierto código ético que puede resumirse en los siguientes planteamientos:
1. Las ideas y la propuestas tienen valor por su calidad intrínseca, no por la fuente o la persona que las propone. En una BarCamp no hay gurus, ni personalidades.
2. La conversación y el intercambio libre presiden todas las actividades. En una BarCamp no hay normas de inscripción, ni puertas cerradas.
3. Los productos, ideas, propuestas, etc. que surgen en una BarCamp pertenecen a la colectividad que las ha generado. En una BarCamp no hay "propietarios", ni "derechos de autor".